# Gentlemen Take Polaroids
Gentlemen Take Polaroids är det fjärde studioalbumet av den brittiska gruppen Japan, utgivet 1980. Det blev gruppens dittills främsta kommersiella framgång.

## Låtlista
Sida A:
1. Gentlemen Take Polaroids  – 7:08
2. Swing  – 6:23
3. Burning Bridges  – 5:23
4. My New Career  – 3:52

Sida B:
1. Methods of Dance  – 6:53
2. Ain't That Peculiar (Smokey Robinson/W.Moore/M.Tarplin/R.Rogers) – 4:40
3. Nightporter  – 6:57
4. Taking Islands in Africa (Ryuichi Sakamoto/Sylvian)  – 5:12

Alla låtar komponerade av David Sylvian förutom B2 och B4.

Bonuslåtar på CD-utgåvan 2003
- The Experience of Swimming (Barbieri) – 4:04
- The Width of a Room (Dean) – 3:14
- Taking Islands in Africa (Steve Nye remix) – 4:53

## Medverkande
Japan:
- David Sylvian – sång, synthesizers, piano, gitarr
- Richard Barbieri – synthesizers, sequencer, piano
- Mick Karn – basgitarr, oboe, saxofon
- Steve Jansen – trummor, synthesizer, percussion
- Rob Dean – gitarr, ebow

Övriga medverkande:
- Ryuichi Sakamoto – synthesizers
- Simon House – violin My New Career
- Cyo – bakgrundssång Methods of Dance